# سوسکچه‌های نخستین آگنسیوتیس
سوسکچه‌های نخستین آگنسیوتیس(نام علمی: Agnesiotis) نام یک سرده از زیرخانواده سوسکچه‌های نخستین بلینا است.